# Línea D (Autobuses Urbanos de Elche)
La línea D es una línea regular de autobús urbano de la ciudad de Elche. Es operada por Autobuses Urbanos de Elche.

## Recorrido

### Dirección Toscar
| N.º de parada | Parada                            | Conexión(es) | Notas |
| ------------- | --------------------------------- | ------------ | ----- |
| 26            | Hospital General                  |              |       |
| 72            | Hospital General-IES Pedro Ibarra |              |       |
| 73            | Mangraner                         |              |       |
| 74            | Politécnico                       |              |       |
| 75            | Avenida de Alicante, 26           |              |       |
| 76            | Jaime Pomares Javaloyes           |              |       |
| 77            | Doctor Gregorio Marañón           |              |       |
| 78            | Plaza Altabix                     |              |       |
| 208           | José María Castaño                |              |       |
| 79            | Residencia 3.ª Edad               |              |       |
| 236           | Universidad-Estación de autobuses |              |       |
| 80            | Renfe-Conservatorio               |              |       |
| 81            | Renfe-Parque de Tráfico           |              |       |
| 82            | Francisco Fernández Ordóñez       |              |       |
| 83            | Clara Campoamor                   |              |       |
| 84            | Casablanca                        |              |       |
| 85            | Tomás y Valiente, 2               |              |       |
| 86            | Tomás y Valiente, 40              |              |       |
| 87            | Tomás y Valiente, 88              |              |       |

### Dirección Hospital General
| N.º de parada | Parada                                             | Conexión(es) | Notas |
| ------------- | -------------------------------------------------- | ------------ | ----- |
| 43            | Avenida de Novelda, 59                             |              |       |
| 44            | Jardín Francesc Cantó                              |              |       |
| 45            | Avenida de Novelda, 17                             |              |       |
| 159           | Plaza de L'Algeps                                  |              |       |
| 88            | Renfe-Carrús                                       |              |       |
| 313           | Avenida de la Libertad-Cristóbal Sanz              |              |       |
| 89            | Avenida de la Libertad, 11                         |              |       |
| 90            | Renfe-Parque municipal                             |              |       |
| 91            | Estación de autobuses                              |              |       |
| 92            | Avenida Universidad de Elche-IES Misterio de Elche |              |       |
| 93            | Obispo Winibal, 41                                 |              |       |
| 94            | Obispo Winibal, 25                                 |              |       |
| 95            | Obispo Winibal, 1                                  |              |       |
| 96            | Pío Baroja, 57                                     |              |       |
| 97            | CP San Fernando                                    |              |       |
| 98            | Avenida de Santa Pola                              |              |       |
| 99            | Los Palmerales                                     |              |       |
| 267           | Ciudad de la Justicia                              |              |       |
| 100           | IES Cayetano Sempere                               |              |       |
| 27            | IES La Asunción-El Abeto                           |              |       |
| 26            | Hospital General                                   |              |       |

- Datos: Q5987314